# Moab

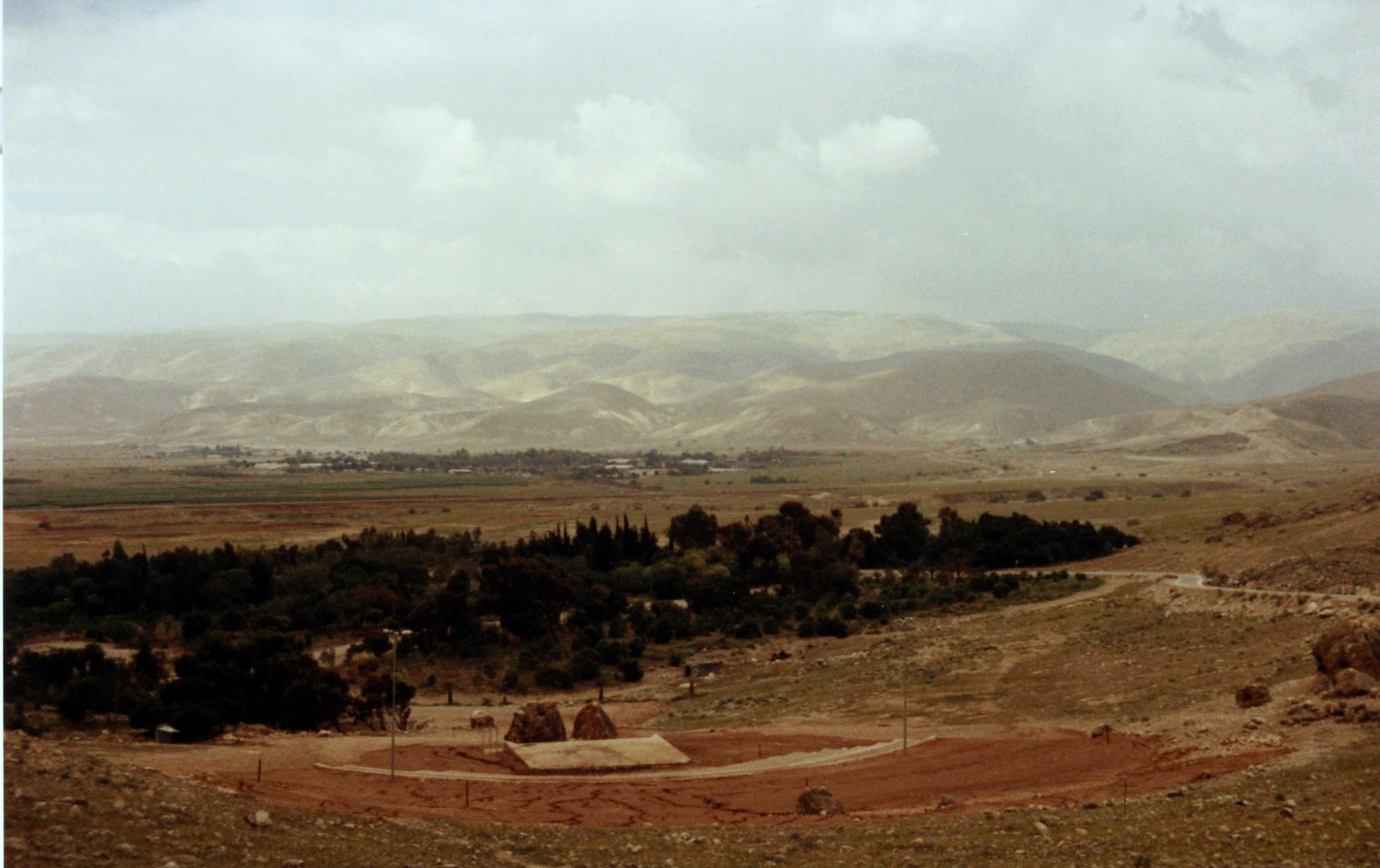
Lanțul muntos Moab privit din Valea Iordanului

Moab (în moabită Māʾab: în asiriană: 𒈬𒀪𒁀𒀀𒀀 Mu'aba este numele unui vechi regat levantin al cărui teritoriu se află astăzi în statul modern Iordania. Pământul este muntos și se află alături de o mare parte din țărmul estic al Mării Moarte. Existența Regatului Moab este atestată de numeroase descoperiri arheologice, în special Stela lui Meșa, care descrie victoria moabitului asupra unui fiu fără nume al monarhului Omri al Israelului, un episod notat și în Biblie în 2 Regi. Capitala Moabităe a fost Dhiban. Potrivit Bibliei ebraice, Moab era adesea în conflict cu vecini lor de la vest, israeliții.
O moabită binecunoscută a fost Rut. Conform cărții biblice a lui Rut, ea s-a căsătorit cu un bărbat israelit și a devenit străbunica regelui David. 

## Etimologie
Etimologia cuvântului Moab este incertă. Cea mai veche glosă biblică se găsește în Septuaginta greacă care explică numele, în aluzie evidentă la relatarea filiației lui Moab, ca ἐκ τοῦ πατρός μου („de la tatăl meu”). Alte etimologii care au fost propuse o privesc ca pe o corupere a „sămânței unui tată”, sau ca pe o formă participială de „la dorință”, connotând astfel „dezirabilul (pământul)”. Rashi explică cuvântul Mo'ab ca însemnând „de la tată”, deoarece ab în ebraică și arabă, ca și în restul limbilor semitice înseamnă „tată”. El scrie că, ca urmare a nemărginirii numelui lui Moab, Dumnezeu nu le-a poruncit israeliților să se abțină de la a le face durere moabiților în modul în care au făcut-o cu privire la amoniți. Fritz Hommel consideră că Moab este o abreviere de la Immo-ab=„mama sa este tatăl său”.
Conform  Geneza 19:30–38, strămoșul moabiților a fost Lot prin incest cu fiica lui cea mai mare. Ea și sora ei, după ce și-au pierdut logodnicii și mama lor în distrugerea Sodomei și Gomorei, au decis să continue linia tatălui lor prin actul sexual cu tatăl lor. Bătrânul l-a îmbătat pentru a facilita fapta și a zămislit Moab. Fiica mai mică a făcut același lucru și a zămislit un fiu pe nume Ben-Ammi , care a devenit strămoșul amoniților. Conform Cărții lui Iaser (24,24), Moab a avut patru fii – Ed, Mayon, Tars și Kanvil – iar soția sa, al cărei nume nu este dat, se pare că este din Canaan.